# 上海四一一医院
上海四一一医院（或称上海长海医院虹口院区），是上海市虹口区的一座三级甲等医院，属于海军系统，是中国融通医疗健康集团下属医院之一。

## 简介
前身是教会医院，日本占领上海后成为日本远东地区海军中心医院。抗日战争胜利后成为南京国民政府海军上海医院。1949年5月27日上海解放后，由华东军区海军接管，组建为华东海军上海医院。1954年6月按全军统一序列编为中国人民解放军第四一一医院，隶属华东军区海军。后来划归海军上海基地管辖。2004年编制体制调整，该医院转隶南京军区联勤第十三分部管辖。2016年，在深化国防和军队改革中，转隶中国人民解放军东部战区海军后勤部。
2016年改革前，医院是第二军医大学、中国药科大学、江西中医学院、皖南医学院的教学医院，是江西中医学院药剂学和药物化学专业及皖南医学院口腔临床医学专业联合硕士培养点，是海军医学研究所的临床研究部。1993年，被中国人民解放军总后勤部评为军队首批三级甲等医院。1996年，被纳入上海市首批医疗保险定点医院。多次被总部评为“白求恩杯”优质服务先进单位。
2016年改革前，医院实施学科建设“4321”工程计划，即巩固提高脊柱外科、口腔、药学、计划生育优生优育4个海军专科中心，发展烧伤整形、心脑血管、空潜科3个重点学科，建成肿瘤治疗、血管介入治疗2个专病治疗中心，重点关注一批优势学科。
改革前医院担负体系部队的医疗保障任务，并承担航空兵、潜艇、潜水人员特勤医疗保障，神舟系列飞船后勤支援医院，海上医疗队卫勤保障以及舰艇出海、出访、南海巡航等医疗保障任务。2008年汶川大地震发生后，医院派出2支医疗队共63人在90多天中完成了抗震救灾医疗保障任务，获中共中央、国务院、中央军委授予“全国抗震救灾英雄集体”称号，2人立二等功。
2017年8月9日医院正式划归海军军医大学建制，2018年1月8日，医院划归上海长海医院领导，转隶成为海军军医大学第一附属医院（上海长海医院）虹口院区。2022年1月1日，医院正式移交到中国融通医疗健康集团，同年7月28日，医院获中央事业单位编办赋码，10月14日医院正式挂牌成立。2023年2月25日，医院获得新的医疗机构执业许可证，名称为上海四一一医院。
2024年1月9日，上海大学医学院与上海四一一医院共建上海大学附属四一一医院签约揭牌仪式举行。
医院主要由四个院落组成，占地总面积68亩。

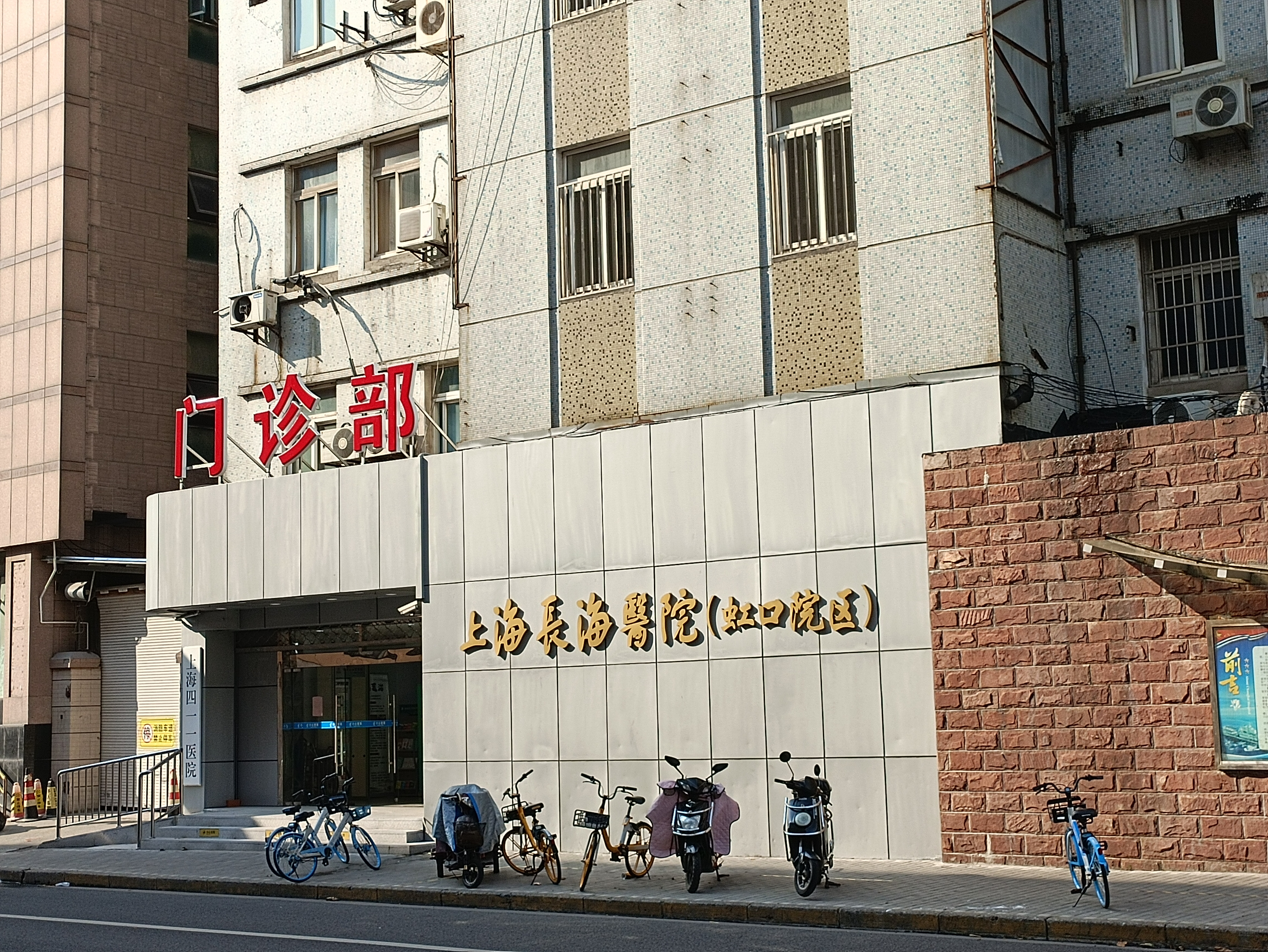
东江湾路15号门诊

- 本部（医疗区）：上海市东江湾路15号，占地面积22亩，有外科大楼、内科大楼、门诊楼、服务大楼和伽玛刀楼。2008年初，服务大楼投入使用。住院大楼2010年下半年投入使用。至此医疗区总建筑面积达6万余平方米[2]。
- 医药研发中心[4]：上海市广粤路469号，占地面积6.7亩[2]。
- 康复理疗科[4]：上海市多伦路210号原白崇禧公馆，占地面积1.6亩[2]。

## 历任领导
| 院长 …… - 杨在春（？—？） …… - 柳荣庄（？—？） …… - 季玉峰（？—？） - 周春（2006年1月—2009年2月） - 李曙光（？—？） …… - 修长庆（？） | 政治委员 …… - 晨克（1964年—1974年） …… - 吴宗昆（？） |

## 变性手术
四一一医院是中华人民共和国为数不多开展性别重置手术（俗称“变性手术”）的医院之一，主刀医生为赵烨德博士。自1998年起该医院已完成超过1000例此类手术。